# To-y2
『To-y2』（トイズ）は、日本の男性アイドルグループ、Kis-My-Ft2の9作目のオリジナル・アルバム。2020年3月25日にavex traxから発売された。

## 概要
本作には、「Kis-My-Ft2が産み出す『音楽=おもちゃ』を使って一緒に遊び、幸福・感動を分かち合い、人生を豊かに彩ろう」という想いがこめられており、楽曲、映像、特典などアルバム全体が遊び心に溢れ、ジャンルレスでバラエティに富んだ作品となっている。
初回盤A/B、通常盤の3形態でリリース。初回盤A付属のDVDにはリードトラック「To Yours」のMVとジャケット・ブックレット・MV撮影に密着したメイキング映像、グループ初の海外パフォーマンスを行った「ASIA FASHION AWARD 2019 in TAIPEI」のオフショット映像を収録。初回盤B付属のDVDにはオリジナルバラエティー番組「KIS-MY-TV～キスマイリアルすごろく～」を収録。通常盤にはシークレットトラック「種」が収録されている他、特典CDにはユニット曲4曲が収録されている。3形態を同時購入すると、シリアルコード入りビジュアルカードが先着でプレゼントされる。
本作の各形態に封入されるチラシおよび3形態同時購入特典のビジュアルカードに記載されているシリアルコードで、本作を携えて行われる5大ドームツアー「Kis-My-Ft2 LIVE TOUR 2020 To-y2」の各会場で行われる公開リハーサルに応募可能となる予定だったが、新型コロナウイルスによる肺炎の感染拡大を受け同ツアーの全公演が中止となったため、公開リハーサルも中止となった。代わりに配信ライブを記念して『「Kis-My-Ft2 LIVE TOUR 2020 To-y2」ライブ配信直前！メンバーが責任持って見所伝えます SP！！』が10月2日から10月4日まで配信した。
3月28日からは、各形態のCDに封入されているシリアルコードで「To Yours」のメンバー別ソロバージョンが視聴可能となった。
2015年発売の『KIS-MY-WORLD』、2016年発売の『I SCREAM』、2017年発売の『MUSIC COLOSSEUM』、2018年発売の『Yummy!!』、2019年発売の『FREE HUGS!』、本作『To-y2』のタイトルの頭文字をつなげると「Kis-My-Ft2」となる。メンバーの北山宏光が2023年8月31日をもってジャニーズ事務所を退所、7人では最後のアルバムとなった

## 販売形態・封入特典
- 初回盤A（CD+DVD）（AVCD-96465/B）
  - 撮り下ろしジャケットサイズブックレット（全26P）封入
- 初回盤B（CD+DVD）（AVCD-96466/B）
  - ジャケットサイズスリットアニメーションカード7種（メンバーソロ写真使用）封入
  - 「KIS-MY-TV」連動特典「キスマイすごろく」セット封入
- 通常盤（2CD）（AVCD-96467～8）

## チャート成績
初週売上19.1万枚を記録し、2020年4月6日付週間オリコンアルバムランキングで1位を獲得。同チャートでの首位獲得は、1stアルバム「Kis-My-1st」から10作連続10作目となった。
2020年12月13日までに、累計20万8555枚を売り上げ、2020年の年間オリコンアルバムランキングで17位を獲得した。

## 収録内容

### CD
※シングル曲の詳細はそのページを参照。
1. "9th" Overture（inst.） [1:19]
作曲：Mao、編曲：Mao, 宇佐美宏
2. To Yours [4:03]
作詞：矢野水音、作曲・編曲：クドリャフカ
  - 本作のリードトラック
  - フジテレビ系「もしもツアーズ」テーマソング
  - dTV「キスマイどきどきーん!」テーマソング
3. りあらぶ [4:17]
作詞・作曲・編曲：山田竜平
  - Kis-My-Ft2出演 コーワ「三次元マスク」CMソング
4. HANDS UP [3:49]
  - 24thシングル
5. Cannonball [3:46]
作詞：Taka Ruscar、作曲：Stephan Elfgren, Chris Meyer、編曲：Stephan Elfgren
6. Letting Go [4:04]
作詞：Emyli、作曲：Joe Lawrence, Kieran Davis、編曲：Joe Lawrence
7. Positive Man [3:25]
作詞：TEE、作曲：Chris Meyer, クドリャフカ、編曲：Chris Meyer
2020年5月31日にdTVで無料配信された「キスマイどきどきーん!生特番」のエンディングでこの曲のミュージック・ビデオが初公開された[13]。この映像は26thシングル「ENDLESS SUMMER」初回盤B特典DVDに収録された[14]。
8. MAHARAJA [3:36]
作詞：岡野りほ, MiNE、作曲：Andreas Ohrn, 川口進、編曲：川口進
9. Be alright [3:49]
作詞・作曲・編曲：AOJI
10. My Place [4:20]
作詞：栗原暁（Jazzin' park）、作曲：久保田真悟（Jazzin' park）, 栗原暁（Jazzin' park）、編曲：久保田真悟（Jazzin' park）
  - 「東京インテリア」CMソング
11. Edge of Days [3:58]
  - 25thシングル
12. Make you mine [4:22]
作詞：Komei Kobayashi、作曲・編曲：Tommy Clint
2020年3月30日放送のTBS系「CDTV ライブ!ライブ! 初回4時間スペシャル」にて披露された。振り付けはメンバーの千賀健永が担当。
13. Sometime... [3:48]
作詞：YU-G、作曲：SHIBU, YU-G、編曲：SHIBU
14. memento [4:32]
作詞：HIKARI、作曲：HIKARI, RUSH EYE、編曲：ha-j
  - 藤ヶ谷太輔主演 日本テレビ系シンドラ「やめるときも、すこやかなるときも」主題歌
15. COUNT 7EVEN（読み：カウント セブン）[5:02]
作詞・作曲：上松範康（Elements Garden）、編曲：藤永龍太郎（Elements Garden）
  - 振り付けはメンバーの千賀健永が担当[15]
  - パート割りはメンバーの宮田俊哉が決めた[16]。
16. Smilest [4:46]/[4:55]
作詞：miyakei、作曲：Keisuke Koyama, HIKARI、編曲：Keisuke Koyama
  - 「アパマンショップ」CMソング

通常盤では曲終了後に数秒間無音がある。
17. 種[7] [4:53]
作詞：浜端ヨウヘイ、作曲：桑山哲也、編曲：山下洋介
通常盤のみシークレットトラックとして収録。
サンドアートビデオが作成され、2020年4月1日にYouTubeにてショートバージョン、4月9日にジャニーズネット公式サイトにてフルバージョンが公開された。
2020年3月30日にジャニーズ事務所公式YouTubeチャンネルにて配信された「Johnny's World Happy LIVE with YOU」にて、「Make you mine」「Mr.FRESH」「COUNT 7EVEN」とともに披露された[17]。
2020年5月19日にジャニーズ事務所公式YouTubeチャンネルにて「Smile Up ! Project」の一環として配信されたキスマイの動画で、この曲のアコーディオンバージョンが公開された[18]。
パート割りはメンバーの横尾渉が決めた[16]。

### 特典CD
※通常盤のみ
1. # NO!NO! [3:11] - 玉森裕太・二階堂高嗣
作詞・作曲：浅利進吾、編曲：石塚知生
2. バクテリア [4:18] - 北山宏光・藤ヶ谷太輔
作詞：SHIROSE from WHITE JAM、作曲・編曲：SHIROSE from WHITE JAM, Dazsta
3. 王国の蝶 [3:09] - 横尾渉・千賀健永
作詞：夏井いつき(俳句), 横尾嘉信(構成)、作曲：baku、編曲：EFFY
4. 運命 [4:44] - 宮田俊哉・玉森裕太
作詞：YU-G、作曲：上松範康（Elements Garden）、編曲：菊田大介（Elements Garden）
  - 21stシングル「LOVE」通常盤カップリング「星に願いを」の続編[19]

「BE LOVE」3部作の第3部でテーマは「嫉妬」[19]。

### DVD

#### 初回盤A
1. 「To Yours」MUSIC VIDEO
2. 「To-y2」メイキングムービー
3. 「ASIA FASHION AWARD 2019 in TAIPEI」オフショットムービー
  1. Everybody Go
  2. I Scream Night

#### 初回盤B
1. KIS-MY-TV ～キスマイリアルすごろく～

### シリアル特典
※初回盤A/B、通常盤（初回生産分）のみ
- 「To Yours」メンバー別バージョン（2020年3月28日～）
- 「Kis-My-Ft2 LIVE TOUR 2020 To-y2」ライブ配信直前!メンバーが責任持って見所伝えますSP!!（2020年10月2日～4日）

## 収録作品
| 楽曲タイトル   | 収録                        | 収録                                                                   |
| -------------- | --------------------------- | ---------------------------------------------------------------------- |
| "9th" Overture | CDアルバム                  | 『To-y2』                                                              |
| To Yours       | CDアルバム                  | 『To-y2』                                                              |
| To Yours       | ミュージック・ビデオ        | 『To-y2』〈初回盤A〉                                                   |
| To Yours       | ライブ映像                  | 『LIVE TOUR 2020 To-y2』                                               |
| To Yours       | CD （スペシャルエディット） | 『LIVE TOUR 2020 To-y2』〈通常盤DVD〉                                  |
| To Yours       | ミュージック・ビデオ        | 『BEST of Kis-My-Ft2』〈初回盤A〉                                      |
| りあらぶ       | CDアルバム                  | 『To-y2』                                                              |
| HANDS UP       | CDシングル                  | 『HANDS UP』                                                           |
| HANDS UP       | ミュージック・ビデオ        | 『HANDS UP』〈初回盤A〉                                                |
| HANDS UP       | CDアルバム                  | 『To-y2』                                                              |
| HANDS UP       | CDアルバム                  | 『BEST of Kis-My-Ft2』                                                 |
| HANDS UP       | ミュージック・ビデオ        | 『BEST of Kis-My-Ft2』〈初回盤A〉                                      |
| HANDS UP       | ライブ映像                  | 『Kis-My-Ftに逢えるde Show 2022 in DOME』                              |
| HANDS UP       | ライブ映像                  | 『For dear life』                                                      |
| Cannonball     | CDアルバム                  | 『To-y2』                                                              |
| Cannonball     | ライブ映像                  | 『LIVE TOUR 2020 To-y2』                                               |
| Cannonball     | CD （スペシャルエディット） | 『LIVE TOUR 2020 To-y2』〈通常盤DVD〉                                  |
| Letting Go     | CDアルバム                  | 『To-y2』                                                              |
| Letting Go     | ライブ映像                  | 『LIVE TOUR 2020 To-y2』                                               |
| Letting Go     | CD （スペシャルエディット） | 『LIVE TOUR 2020 To-y2』〈通常盤DVD〉                                  |
| Positive Man   | CDアルバム                  | 『To-y2』                                                              |
| Positive Man   | ミュージック・ビデオ        | 『ENDLESS SUMMER』〈初回盤B〉                                          |
| Positive Man   | ミュージック・ビデオ        | 『BEST of Kis-My-Ft2』〈初回盤A〉                                      |
| MAHARAJA       | CDアルバム                  | 『To-y2』                                                              |
| MAHARAJA       | ライブ映像                  | 『LIVE TOUR 2020 To-y2』                                               |
| MAHARAJA       | CD （スペシャルエディット） | 『LIVE TOUR 2020 To-y2』〈通常盤DVD〉                                  |
| MAHARAJA       | ライブ映像                  | 『BEST of Kis-My-Ft2』〈通常盤〉                                       |
| MAHARAJA       | ライブ映像                  | 『Two as One』〈ファンクラブ限定盤〉 （Kis-My-Ftに逢えるde Show 2022） |
| Be alright     | CDアルバム                  | 『To-y2』                                                              |
| My Place       | CDアルバム                  | 『To-y2』                                                              |
| Edge of Days   | CDシングル                  | 『Edge of Days』                                                       |
| Edge of Days   | ミュージック・ビデオ        | 『Edge of Days』〈初回盤A〉                                            |
| Edge of Days   | CDアルバム                  | 『To-y2』                                                              |
| Edge of Days   | ライブ映像                  | 『LIVE TOUR 2020 To-y2』                                               |
| Edge of Days   | CD （スペシャルエディット） | 『LIVE TOUR 2020 To-y2』〈通常盤DVD〉                                  |
| Edge of Days   | CDアルバム                  | 『BEST of Kis-My-Ft2』                                                 |
| Edge of Days   | ミュージック・ビデオ        | 『BEST of Kis-My-Ft2』〈初回盤A〉                                      |
| Edge of Days   | ライブ映像                  | 『For dear life』                                                      |
| Make you mine  | CDアルバム                  | 『To-y2』                                                              |
| Make you mine  | ライブ映像                  | 『LIVE TOUR 2020 To-y2』                                               |
| Make you mine  | CD （スペシャルエディット） | 『LIVE TOUR 2020 To-y2』〈通常盤DVD〉                                  |
| Sometime...    | CDアルバム                  | 『To-y2』                                                              |
| memento        | CDアルバム                  | 『To-y2』                                                              |
| memento        | ライブ映像                  | 『LIVE TOUR 2020 To-y2』                                               |
| memento        | CD （スペシャルエディット） | 『LIVE TOUR 2020 To-y2』〈通常盤DVD〉                                  |
| COUNT 7EVEN    | CDアルバム                  | 『To-y2』                                                              |
| COUNT 7EVEN    | ライブ映像                  | 『LIVE TOUR 2020 To-y2』                                               |
| COUNT 7EVEN    | CD （スペシャルエディット） | 『LIVE TOUR 2020 To-y2』〈通常盤DVD〉                                  |
| COUNT 7EVEN    | ライブ映像                  | 『BEST of Kis-My-Ft2』〈通常盤〉                                       |
| Smilest        | CDアルバム                  | 『To-y2』                                                              |
| 種             | CDアルバム                  | 『To-y2』〈通常盤〉                                                    |
| 種             | ライブ映像                  | 『LIVE TOUR 2020 To-y2』                                               |
| 種             | CD （スペシャルエディット） | 『LIVE TOUR 2020 To-y2』〈通常盤DVD〉                                  |
| # NO!NO!       | CDアルバム                  | 『To-y2』〈通常盤〉                                                    |
| # NO!NO!       | ライブ映像                  | 『LIVE TOUR 2020 To-y2』                                               |
| # NO!NO!       | CD （スペシャルエディット） | 『LIVE TOUR 2020 To-y2』〈通常盤DVD〉                                  |
| バクテリア     | CDアルバム                  | 『To-y2』〈通常盤〉                                                    |
| バクテリア     | ライブ映像                  | 『LIVE TOUR 2020 To-y2』                                               |
| バクテリア     | CD （スペシャルエディット） | 『LIVE TOUR 2020 To-y2』〈通常盤DVD〉                                  |
| 王国の蝶       | CDアルバム                  | 『To-y2』〈通常盤〉                                                    |
| 王国の蝶       | ライブ映像                  | 『LIVE TOUR 2020 To-y2』                                               |
| 王国の蝶       | CD （スペシャルエディット） | 『LIVE TOUR 2020 To-y2』〈通常盤DVD〉                                  |
| 運命           | CDアルバム                  | 『To-y2』〈通常盤〉                                                    |
| 運命           | ライブ映像                  | 『LIVE TOUR 2020 To-y2』                                               |
| 運命           | CD （スペシャルエディット） | 『LIVE TOUR 2020 To-y2』〈通常盤DVD〉                                  |